# Теорема Філіпса
Теорема Філіпса — є узагальненням теореми Гамільтона — Келі.

## Теорема
Для заданих квадратних матриць {\displaystyle A_{0},\dots ,A_{m}} порядку {\displaystyle n} та скалярного многочлена {\displaystyle g(\xi _{0},\dots ,\xi _{m})=|A_{0}\xi _{0}+\dots +A_{m}\xi _{m}|}, довільні попарно переставні квадратні матриці {\displaystyle X_{0},\dots ,X_{m}} порядку {\displaystyle n} для яких виконується {\displaystyle A_{0}X_{0}+\dots +A_{m}X_{m}=0}, задовольняють матричне рівняння:
{\displaystyle g(X_{0},\dots ,X_{m})=0}.

### Доведення
Доведення теореми аналогічне доведенню теореми Гамільтона — Келі. Потрібно використати союзну матрицю до матриці многочленів
{\displaystyle A(\xi _{0},\dots ,\xi _{m})=A_{0}\xi _{0}+\dots +A_{m}\xi _{m}}.

### Частковий випадок
Як матриці {\displaystyle X_{0},\dots ,X_{m}} можна використати степені {\displaystyle X^{m},X^{m-1},\dots ,X,I} деякої квадратної матриці {\displaystyle X}, яка є розв'язком матричного рівняння:
{\displaystyle A_{0}X^{m}+A_{1}X^{m-1}+\dots +A_{m-1}X+A_{m}=0}.